# يوم التدريب
يوم التدريب  (بالإنجليزية: Training Day) هو فيلم جريمة ودراما أمريكي تم إصداره في سنة 2001م، من إخراج أنطوان فوكوا، كتابة ديفيد آير، وبطولة كلٌ من دنزل واشنطن وإيثان هوك. تستمر القصة على مدى 24 ساعة لعمل ضابطين من مباحث شرطة لوس أنجليس لمكافحة المخدرات في أحياء العصابات من شمال غرب وجنوب وسط لوس أنجليس.
تلقى الفيلم نجاحاً في شباك التذاكر الأمريكية، وحصل في الغالب على تقييماتٍ نقديةٍ إيجابيةٍ. أداء دنزل واشنطن، الذي كان خروجاً له من أداوره المعتادة، تلقى إشادةً خاصةً، وأتاح له الفوز بجائزة الأوسكار لأفضل ممثل في مهرجان توزيع جوائز الأوسكار الرابع والسبعين. كما وتم ترشيح شريكه في البطولة الممثل إيثان هوك لجائزة الأوسكار لأفضل ممثل مساعد عن آداءه كشرطيٍ صاعدٍ.

## القصة
تدور أحداث الفيلم حول جاك هويت ضابط الأمن الذي يحصل أخيراً على مكانٍ في شرطة مكافحة المخدرات بلوس أنجلوس. وفي يومه الأول بالعمل يتم تكليف المحقق المخضرم ألونزو هاريس بتدريبه وشرح تفاصيل العمل اليومي له. يفاجأ جاك بطبيعة العمل على أرض الواقع فلم يكن أبداً يتوقع أن العمل في شوارع لوس أنجلوس المليئة بالمجرمين وتجار المخدرات سيكون بهذا الاختلاف عن الصورة التي كان يعتقدها. فيشاهد بنفسه المحقق ألونزو الخبير بكل تفاصيل العالم السري في الجريمة وهو يخرق القانون دون أي تفكير لأنها الوسيلة الوحيدة للوصول للحقيقة وتحقيق العدالة. ومع مرور أحداث اليوم يكتشف جاك المزيد من الحقائق عن زميله ومدربه الجديد، ويتعرض لمحاولة قتل دبرها له المحقق ألونزو والتي ينجو منها بسبب إنقاذه لفتاة أبناء عمها أفراد عصابة خطيرة (وهم من كلفهم ألونزو المحقق بقتل شريكه جاك) تم الاعتداء عليها من قبل مدمنين متشردين.. وقد اكتشف أيضا عداء ألونزو مع عصابةٍ روسيةٍ تهدده بدفع فدية وإلا قتلته.وكان جاك سبباً في فشل ألونزو في تسديد المبلغ المطلوب في الوقت المحدد ليلقى مصرعه من قبل العصابة.

## طاقم التمثيل
- دنزل واشنطن بدور المحقق الونسو هاريس.
- إيثان هوك بدور الضابط جاك هويت.
- سكوت جلين بدور روجر.
- إيفا ميندز بدور سارة زوجة الونسو هاريس.
- توم بيرنجر بدور ستان غورسكي.
- هاريس يولين بدور المحقق دوك روسيلي.
- ريمون جاي باري بدور النقيب لو جيكوبز.
- كليف كورتس بدور سمايلي.
- دكتور دري بدور المحقق بول.
- سنوب دوق بدور بلو.
- ميسي جراي بدور زوجة ساندمان.
- شارلوت أيانا بدور ليزا هويت.
- نيك دينقلند بدور المحقق تيم.

## الإنتاج
أراد أنطوان فوكوا أن يكون فيلم يوم التدريب أقرب إلى الواقع قدر الإمكان، حيث قام بتصوير بعض اللقطات في أسوء الأحياء سمعةً في لوس أنجيليس. حتى أنه حصل على إذنٍ لإطلاق النار في مشروع إسكان امبريال كورتز، لأول مرةٍ في لوس أنجليس، وسمحت عصابات الشوارع بإحضار الكاميرات إلى الحي. أجزاء من الفيلم تم تصويرها في شارع مسدود يسمى بالموود درايف، حيث ظهر بعض أعضاء عصابة Black P. Stones Blood على أسطح المنازل. كلي شهيد سلون، المستشار التقني للعصابات في يوم التدريب، تمكن من الحصول على لقطاتٍ للحياة الواقعية لأعضاء عصابة Rollin' 60 Crips، وPJ Watts Crips، وعصابة B. P. Stones. وفقاً لأحد تعليقات فوكودا في نسخة DVD التي أصدرت للفيلم، لقي طاقم التمثيل والتصوير استقبالاً حاراً من قِبل السكان المحليين.
كان هنالك أيضاً اثنان من ضباط الشرطة يعملان مع الفريق كمستشارين تقنيين، وهما مايكل باترسون وبول لوزادا (وهذا الأخير من إدارة شرطة سان فرانسيسكو). كما واجتمع واشنطن، هوك، وأعضاء فريق العمل الآخرين مع ضباط الشرطة السريين، وتجار المخدرات المحليين، وأفراد العصابة لمساعدتهم على فهم أدوارهم بشكل أفضل.
في بداية الفيلم، ظهر مقهىً يدعى «جودة كافية»، هذا المقهى يظهر دائماً في العديد من الأفلام، منها فيلم مدرسةُ قديمةٌ، سبعة، عالمٌ شبح، جنسٌ وموتٌ 101، رحل في 60 ثانية، وفيلم أمسكني لو استطعت.

## إصدار الفيلم

### ردود النقاد
تلقى يوم التدريب عن صدوره، مراجعات إيجابية من معظم النقاد، مع مديح هائل لأداء دينزل واشنطن بدور ألونسو هاريس.
على موقع الطماطم الفاسدة، 72% من 152 ناقد أعطوا الفيلم مراجعات إيجابية. كان الإجماع النقدي للموقع: «ربما النهاية كانت أقل من مُرضية، لكن دينزل واشنطن يذكرنا لماذا هو ممثل عظيم في دراما الشرطة المتوحشة والمتوترة هذه.» روجر إيبرت أعطى الفيلم ثلاثة نجوم من أربعة، مادحً أداء الممثلين الرئيسيين والثانويين وشجاعة الفيلم وحيويته. مع ذلك، هو كان منزعج من بعض الاخطاء في الحبكة وكتب أن «العديد من الناس سيخرجون صالة العرض كما فعلت أنا، متسائلين عن منطق وعقلانية ال15 دقيقة الأخيرة.»

### شباك التذاكر
عُرض الفيلم في دور العرض الأمريكية في 5 أكتوبر، 2001، وكان ناجحاً، حيث احتل المركز الأول في شباك التذاكر الأمريكية لأسبوعين على التوالي. الفيلم بقي في المراكز العشرة الأولى لمدة 7 أسابيع قبل أن يهبط إلى المركز 12. أرباحه حول العالم وصلت إلى 104.5 مليون دولار، مقارنةً بميزانيته التي قدرت بـ45 مليون دولار.

## الجوائز والترشيحات
حاز دينزل واشنطن على جائزة الأوسكار لأفضل ممثل لعام 2001، متفوقاً على أداء راسل كرو بدور عالم الرياضيات جون ناش في فيلم عقل جميل، وحاز كذلك على جائزة إم تي في للأفلام لفئة أفضل شرير في 2002 عن أداءه في هذا الفيلم. إيثان هوك تلقى ترشيح لجائزة الأوسكار لأفضل ممثل مساعد لدوره في الفيلم.
- معهد الفيلم الأمريكي 100 عام و100 بطل وشرير
  - ألونسو هاريس -المركز50 شرير.

| السنة | المناسبة                                    | الفئة           | الممثل       | النتيجة |
| ----- | ------------------------------------------- | --------------- | ------------ | ------- |
| 2002  | مهرجان توزيع جوائز الأوسكار الرابع والسبعين | أفضل ممثل رئيسي | دينزل واشنطن | فوز     |
| 2002  | مهرجان توزيع جوائز الأوسكار الرابع والسبعين | أفضل ممثل مساعد | إيثان هوك    | رُشِّح     |
| 2002  | جائزة الكرة الذهبية                         | أفضل ممثل رئيسي | دينزل واشنطن | رُشِّح     |

## وصلات خارجية
- الموقع الرسمي.
- يوم التدريب على موقع IMDb (الإنجليزية)
- يوم التدريب على موقع ميتاكريتيك (الإنجليزية)
- يوم التدريب على موقع الموسوعة البريطانية (الإنجليزية)
- يوم التدريب على موقع روتن توميتوز (الإنجليزية)
- يوم التدريب على موقع قاعدة بيانات الأفلام العربية
- يوم التدريب على موقع ألو سيني (الفرنسية)
- يوم التدريب على موقع Turner Classic Movies (الإنجليزية)
- يوم التدريب على موقع أول موفي (الإنجليزية)
- يوم التدريب على موقع بوكس أوفيس موجو (الإنجليزية)
- يوم التدريب على موقع فيلمافينيتي (الإسبانية)